# 密文
在密码学中，密文（英語：或）是明文经过加密算法所产生的。因为密文是一种除非使用恰当的算法进行解密，人类或计算机不可以直接阅读理解的明文的形态，所以可以被理解为加密的信息。解密与加密是相对的，即一种使密文转化为明文的过程。